# Callistodermatium violascens
Callistodermatium violascens är en svampart som beskrevs av Singer 1981. Callistodermatium violascens ingår i släktet Callistodermatium och familjen Tricholomataceae.   Inga underarter finns listade i Catalogue of Life.